# Ginástica na Universíada de Verão de 2009
As competições de ginástica na Universíada de Verão de 2009 foram disputada no Hall 1 do Belgrade Fair (o Hall 4, o City Sport Center e o Tašmajdan Sports Centre foram locais de treinamento) em Belgrado, Sérvia. A ginástica artística foi disputada entre 2 e 5 de julho e a ginástica rítmica entre 9 e 11 de julho de 2009.

## Calendário
|                     | Jun                 | Julho               | Julho               | Julho               | Julho               | Julho               | Julho               | Julho               | Julho               | Julho               | Julho               | Julho               | Julho               |
| 30                  | 1                   | 2                   | 3                   | 4                   | 5                   | 6                   | 7                   | 8                   | 9                   | 10                  | 11                  | 12                  |                     |
| Ginástica artística | Ginástica artística | Ginástica artística | Ginástica artística | Ginástica artística | Ginástica artística | Ginástica artística | Ginástica artística | Ginástica artística | Ginástica artística | Ginástica artística | Ginástica artística | Ginástica artística | Ginástica artística |
| ------------------- | ------------------- | ------------------- | ------------------- | ------------------- | ------------------- | ------------------- | ------------------- | ------------------- | ------------------- | ------------------- | ------------------- | ------------------- | ------------------- |
| Masculino           |                     |                     |                     | 1                   | 1                   | 6                   |                     |                     |                     |                     |                     |                     |                     |
| Feminino            |                     |                     | 1                   |                     | 1                   | 4                   |                     |                     |                     |                     |                     |                     |                     |
| Ginástica rítmica   |                     |                     |                     |                     |                     |                     |                     |                     |                     |                     |                     |                     |                     |
| Feminino            |                     |                     |                     |                     |                     |                     |                     |                     |                     |                     | 2                   | 6                   |                     |

|  | Dia de competição |  | Dia de final |

## Medalhistas

### Ginástica artística
Esses foram os medalhistas da ginástica artística:
Masculino
| Evento                      | Ouro                                                                                 | Prata                                                                                         | Bronze                                                            |        |        |        |
| Equipe                      | Equipe                                                                               | Equipe                                                                                        | Equipe                                                            | Equipe | Equipe | Equipe |
| --------------------------- | ------------------------------------------------------------------------------------ | --------------------------------------------------------------------------------------------- | ----------------------------------------------------------------- | ------ | ------ | ------ |
| Equipe detalhes             | JPN Japão Takuya Nakase Kyoichi Watanabe Makoto Okiguchi Yosuke Hoshi Takuya Niijima | RUS Rússia Alexander Demin Alexander Balandin Dmitry Barkalov Emin Garibov Vladimir Olennikov | CHN China Yan Mingyong Wang Heng Fu Min Liu Zhan Teng Huang Yuguo |        |        |        |
| Individual                  |                                                                                      |                                                                                               |                                                                   |        |        |        |
| Geral detalhes              | JPN Yosuke Hoshi                                                                     | CHN Wang Heng                                                                                 | KOR Kim Soo-Myun                                                  |        |        |        |
| Solo detalhes               | KOR Kim Soo-Myun                                                                     | PRK Ri Se-Gwang                                                                               | RUS Dmitry Barkalov                                               |        |        |        |
| Cavalo com alças detalhes   | HUN Krisztián Berki                                                                  | BEL DonnaDonny Truyens                                                                        | SLO Saso Bertoncelj                                               |        |        |        |
| Argolas detalhes            | RUS Alexander Baladin                                                                | CHN Yan Mingyong                                                                              | PRK Ri Se-Gwang                                                   |        |        |        |
| Salto sobre a mesa detalhes | ROU Flavius Koczi                                                                    | POL Marek Lyszczarz                                                                           | CHN Huang Yuguo                                                   |        |        |        |
| Barras paralelas detalhes   | JPN Takuya Nakase                                                                    | —                                                                                             | ROU Flavius Koczi                                                 |        |        |        |
| Barras paralelas detalhes   | FRA Cyril Tommasonne                                                                 | —                                                                                             | ROU Flavius Koczi                                                 |        |        |        |
| Barra fixa detalhes         | KOR Kim Ji-Hoon                                                                      | JPN Takuya Nakase                                                                             | JPN Kyoichi Watanabe                                              |        |        |        |

Feminino
| Evento                       | Ouro                                                           | Prata                                                                                               | Bronze                                                                               |        |        |        |
| Equipe                       | Equipe                                                         | Equipe                                                                                              | Equipe                                                                               | Equipe | Equipe | Equipe |
| ---------------------------- | -------------------------------------------------------------- | --------------------------------------------------------------------------------------------------- | ------------------------------------------------------------------------------------ | ------ | ------ | ------ |
| Equipe detalhes              | CHN China Cheng Fei He Ning Jiang Yuyuan Zhou Zhuoru Liu Nanxi | RUS Rússia Olga Alexeeva Elena Zamolodchikova Maria Chibiskova Svetlana Klyukina Tatiana Kazantseva | PRK Coreia do Norte Kang Yong Mi Pak Mi Hyang Kim Un Hyang Cha Yong Hwa Hong Un Jong |        |        |        |
| Individual                   |                                                                | |                                                                                      |        |        |        |
| Geral detalhes               | CHN Jiang Yuyuan                                               | CHN He Ning                                                                                         | PRK Kim Un Hyang                                                                     |        |        |        |
| Salto sobre a mesa detalhes  | PRK Hong Un Jong                                               | CHN Cheng Fei                                                                                       | RUS Tatiana Kazantseva                                                               |        |        |        |
| Barras assimétricas detalhes | GBR Elizabeth Tweddle                                          | PRK Cha Yong Hwa                                                                                    | CHN Jiang Yuyuan                                                                     |        |        |        |
| Trave detalhes               | CHN Jiang Yuyuan                                               | CHN He Ning                                                                                         | UKR Dariya Zgoba                                                                     |        |        |        |
| Solo detalhes                | GBR Elizabeth Tweddle                                          | CHN Jiang Yuyuan                                                                                    | CHN He Ning                                                                          |        |        |        |

### Ginástica rítmica
Essas foram as medalhistas da ginástica rítmica:
| Evento                              | Ouro                                                                                                 | Ouro    | Prata                                                                                               | Prata   | Bronze                                                                                              | Bronze  |
| Equipe                              | Equipe                                                                                               | Equipe  | Equipe                                                                                              | Equipe  | Equipe                                                                                              | Equipe  |
| ----------------------------------- | --- | ------- | --------------------------------------------------------------------------------------------------- | ------- | --------------------------------------------------------------------------------------------------- | ------- |
| 5 aros detalhes                     | RUS Rússia Tatiana Ivanova Daria Kuvshinova Anna Loman Yana Mishina Yana Petunina Kristina Vaydurova | 26,100  | PRK Coreia do Norte Choe Ryon Kang Un-Byol Kim Song-Sun Mun Song-Mi Ri Jin-Ju Ri Un-A               | 24,850  | UKR Ucrânia Olena Dmytrash Iryna Kovalchuk Vira Perederii Oksana Petulko Olga Tsolga Vita Zubchenko | 23,900  |
| 3 fitas e 2 cordas detalhes         | RUS Rússia Tatiana Ivanova Daria Kuvshinova Anna Loman Yana Mishina Yana Petunina Kristina Vaydurova | 24,800  | UKR Ucrânia Olena Dmytrash Iryna Kovalchuk Vira Perederii Oksana Petulko Olga Tsolga Vita Zubchenko | 24,025  | JPN Japão Ayaka Hikima Seri Imatani Kaoru Nakamura Yurino Osada Mariko Sakazaki Megumi Shimada      | 22,575  |
| 5 aros + 3 fitas e 2 arcos detalhes | RUS Rússia Yana Petunina Anna Loman Kristina Vaydurova Yana Mishina Daria Kuvshinova Tatiana Ivanova | 51,200  | JPN Japão Megumi Shimada Kaoru Nakamura Ayaka Hikima Yurino Osada Seri Imatani Mariko Sakazaki      | 47,075  | UKR Ucrânia Iryna Kovalchuk Vira Perederii Olena Dmytrash Oksana Petulko Olga Tsolga Vita Zubchenko | 46,775  |
| Individual                          | |         | |         | |         |
| Geral detalhes                      | RUS Evgeniya Kanaeva                                                                                 | 113,175 | UKR Anna Bessonova                                                                                  | 105,950 | KAZ Aliya Yussupova                                                                                 | 105,900 |
| Bolas detalhes                      | RUS Evgeniya Kanaeva                                                                                 | 28,050  | UKR Anna Bessonova                                                                                  | 27,850  | RUS Daria Kondakova                                                                                 | 26,965  |
| Corda detalhes                      | RUS Evgeniya Kanaeva                                                                                 | 28,275  | UKR Anna Bessonova                                                                                  | 27,750  | RUS Daria Kondakova                                                                                 | 27,375  |
| Aro detalhes                        | RUS Evgeniya Kanaeva                                                                                 | 27,850  | ISR Irina Risenzon                                                                                  | 26,775  | KAZ Aliya Yussupova                                                                                 | 26,400  |
| Fita detalhes                       | RUS Evgeniya Kanaeva                                                                                 | 28,275  | UKR Anna Bessonova                                                                                  | 27,750  | RUS Daria Kondakova                                                                                 | 27,375  |

## Quadro de medalhas

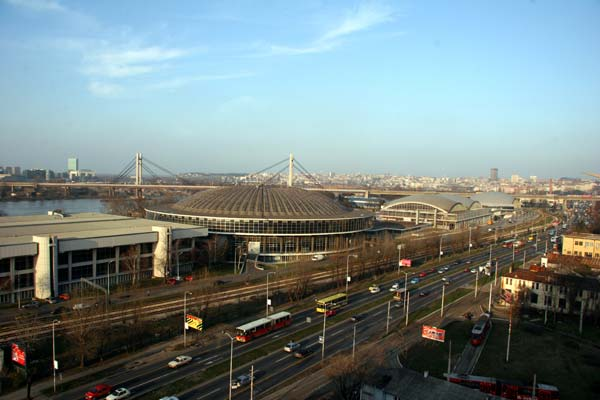
Hall 1 do Belgrade Fair, Belgrado.

| Ordem | País                | Medalha de ouro | Medalha de prata | Medalha de bronze |    |
| ----- | ------------------- | --------------- | ---------------- | ----------------- | -- |
| 1     | RUS Rússia          | 9               | 2                | 5                 | 16 |
| 2     | CHN China           | 3               | 7                | 3                 | 13 |
| 3     | JPN Japão           | 3               | 2                | 3                 | 7  |
| 4     | KOR Coreia do Sul   | 2               |                  | 1                 | 3  |
| 5     | GBR Grã-Bretanha    | 2               |                  |                   | 2  |
| 6     | PRK Coreia do Norte | 1               | 2                | 3                 | 6  |
| 7     | ROU Romênia         | 1               |                  | 1                 | 2  |
| 8     | FRA França          | 1               |                  |                   | 1  |
|       | HUN Hungria         | 1               |                  |                   | 1  |
| 10    | UKR Ucrânia         |                 | 5                | 3                 | 8  |
| 11    | BEL Bélgica         |                 | 1                |                   | 1  |
|       | POL Polônia         |                 | 1                |                   | 1  |
|       | ISR Israel          |                 | 1                |                   | 1  |
| 14    | KAZ Cazaquistão     |                 |                  | 2                 | 2  |
| 15    | SLO Eslovênia       |                 |                  | 1                 | 1  |
| TOTAL | TOTAL               | 23              | 21               | 22                | 66 |